# Sierras Chicas
Sierras Chicas ist eine dicht bebaute Region des Ballungsraumes der argentinischen Stadt Córdoba. Sie liegt an den Hängen der Bergkette Sierra Chica. Viele Orte der Region bieten eine gute touristische Infrastruktur, dennoch hat die Region als Ziel von Massentourismus ihre vorherige Stellung an das Valle de Punilla verloren. Insgesamt hat die Region etwa 130.000 Einwohner, die Bevölkerung wächst jedoch sehr schnell an, da viele Stadtflüchtlinge aus Córdoba hierherziehen.
Die Region liegt an der Schnittstelle zwischen dem Monte-Buschwald und der Pampa und hat ein gemäßigtes Klima mit Niederschlägen im Sommer.

## Städte und Orte (von Süd nach Nord)
- La Calera (40.000 Einwohner) am Río Suquía direkt nordwestlich des Cordobeser Viertels Lomas de la Carolina, Wohnvorort von Córdoba (vor allem der Arbeiterklasse) mit vielen Steinbrüchen und dem Stausee Mal Paso.
- Saldán (3.500 Einwohner), weit ausgedehntes Siedlungsgebiet gehobenen Niveaus. Historisch interessante Quinta (Gehöft).
- Villa Allende (30.000 Einwohner), Wohnvorort von Córdoba mit starker Konzentration von Diskotheken und geschäftigem Zentrum. Ausgangspunkt für die Besteigung des Cerro Pan de Azúcar.
- Mendiolaza (8.000 Einwohner), sehr grünes, bewaldetes Wohngebiet mit sehr schnellem Bevölkerungswachstum, viele Villen.
- Unquillo (20.000 Einwohner), touristisch interessanter Ort in den ersten Ausläufern der Sierra Chica, Fluss mit Badestrand, Wandertouren möglich in die Bergschlucht Los Quebrachitos.
- Río Ceballos (22.000 Einwohner), Tourismus- und Wochenendziel mit guter touristischer Infrastruktur (Hotels, Casino, Diskotheken), Stausee La Quebrada, Wasserfälle und Schluchten, Badestrände am Fluss.
- Salsipuedes (10.000 Einwohner), nahe Río Ceballos, sehr schnell wachsendes Wohngebiet an den Hängen der Sierra.
- Ascochinga (2.000 Einwohner), etwas abgelegene und ruhige Wochenendhauskolonie mit vielen prachtvollen Villen und dem beliebten Flussbadestrand Las Tres Cascadas.

- Karte mit allen verlinkten Seiten:
- OSM |
- WikiMap